# Panorpa decolorata
Panorpa decolorata är en näbbsländeart som beskrevs av Chou, Wang in Chou, Ran och Wang 1981. Panorpa decolorata ingår i släktet Panorpa och familjen skorpionsländor. Inga underarter finns listade i Catalogue of Life.